# 웰랑
웰랑(WELLANG)은 대한민국의 반도체 기업이다. 본사는 경기도 성남시 분당구 판교로228번길 15, 윈스동 6층 (삼평동, 판교세븐벤처밸리 1단지)에 위치해 있으며 대표이사는 최승종이다. 사운드 시스템 반도체인 오디오 앰프 집적회로(IC)를 설계한다
2023년 8월 웰투시인베스트먼트가 830억 원에 인수하였다 디엠비테크놀로지에서 현재의 사명으로 변경하였다. 

## 상장
2024년 주관사를 미래에셋증권으로 상장할 예정이다.

## 같이 보기
- 텔레칩스
- 어보브반도체
- 아나패스

## 참고 문헌
1. ↑  서종갑, 몸값 2000억 목표…삼성·LG가 찍은 팹리스 '웰랑' IPO 재도전, 서울경제, 2024-04-05
2. ↑  김진배, 웰투시, 2000억 '웰랑' 상장 잰걸음, 뉴스토프, 2024.07.24
3. ↑  웰랑 등 3개사, 코스닥 상장 예비심사 신청, 연합뉴스, 2024년 7월 29일